# 12895 Balbastre
12895 Balbastre este un asteroid din centura principală de asteroizi.

## Descriere
12895 Balbastre este un asteroid din centura principală de asteroizi. A fost descoperit pe 26 august 1998 la Observatorul La Silla de Eric Walter Elst. Asteroidul prezintă o orbită caracterizată de o semiaxă mare de 2,24 ua, o excentricitate de 0,10 și o înclinație de 6,1° în raport cu ecliptica.